# Aberdeen Falls
Aberdeen Falls är ett vattenfall i Sri Lanka.   Det ligger i provinsen Centralprovinsen, i den södra delen av landet, 70 km öster om huvudstaden Colombo. Aberdeen Falls ligger 640 meter över havet.

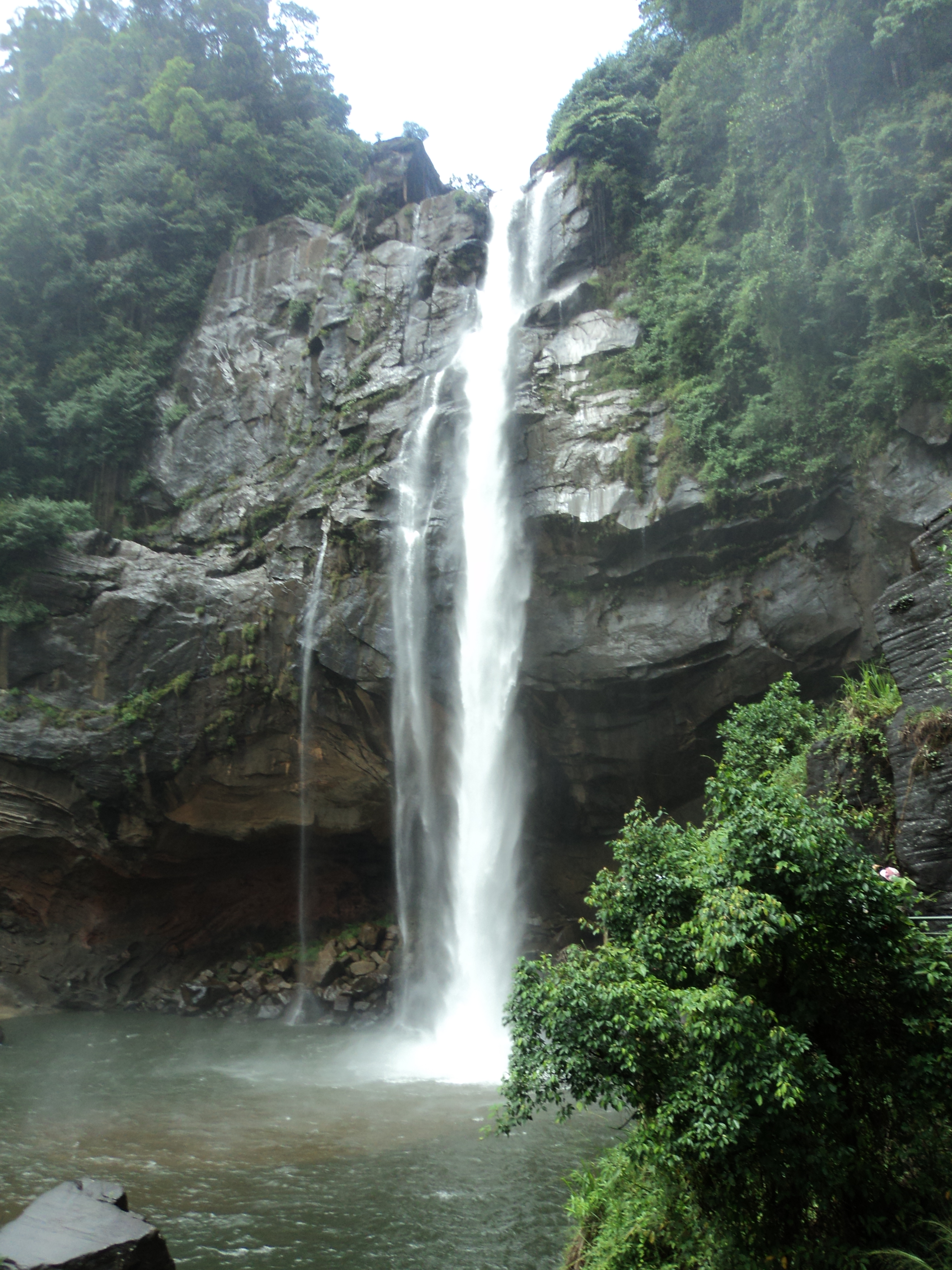

Terrängen runt Aberdeen Falls är bergig. Runt Aberdeen Falls är det tätbefolkat, med 427 invånare per kvadratkilometer. Närmaste större samhälle är Hatton, 12,2 km sydost om Aberdeen Falls. I omgivningarna runt Aberdeen Falls växer i huvudsak städsegrön lövskog.